# Calotomus viridescens
Calotomus viridescens là một loài cá biển thuộc chi Calotomus trong họ Cá mó. Loài này được mô tả lần đầu tiên vào năm 1835.

## Từ nguyên
Từ định danh của loài trong tiếng Latinh có nghĩa là "hơi xanh lục". hàm ý đề cập đến màu xanh như cỏ biển của chúng.

## Phạm vi phân bố và môi trường sống
C. viridescens có phạm vi phân bố thưa thớt ở Ấn Độ Dương. Loài này được biết đến tại Biển Đỏ (từ Vịnh Aqaba đến bờ biển của Ethiopia và Yemen), quần đảo Chagos và Maldives.
C. viridescens sống gần các rạn san hô viền bờ và đá ngầm, đặc biệt là những khu vực có thảm cỏ biển phát triển phong phú, độ sâu đến ít nhất là 30 m.

## Mô tả
C. viridescens có chiều dài cơ thể tối đa được biết đến là 21 cm. C. viridescens có thân thuôn dài, hình bầu dục. Cá đực trưởng thành có màu xanh lục với các vệt đỏ bao quanh mắt. Đầu và thân trước có nhiều vệt chấm đỏ tương tự.
Số gai vây lưng: 9; Số tia vây ở vây lưng: 10; Số gai vây hậu môn: 3; Số tia vây ở vây hậu môn: 9; Số đốt sống: 25.

## Sinh thái học
Thức ăn của C. viridescens là các loại tảo. C. viridescens có thể sống đơn độc hoặc hợp thành những nhóm nhỏ. C. viridescens được đánh bắt bằng các loại ngư cụ thủ công (như bẫy và lưới).
C. viridescens có thể là một loài lưỡng tính tiền nữ (cá đực là từ cá cái biến đổi giới tính mà thành) như những loài còn lại trong chi.